# 松下軍治

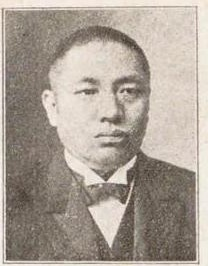
松下軍治

松下 軍治（まつした ぐんじ、慶応3年3月15日（1867年4月19日）- 大正4年（1915年）10月23日）は日本の実業家、衆議院議員（2期）。旧姓は坂戸。

## 経歴
信濃国水内郡津和村細尾（現長野県長野市）に生まれ。明治15年（1882年）16歳の時、松下角左衛門氏の養子となる。上京して明治27年6月に中村正直の同人社に入学し、同29年3月専修科を卒業。明治32年（1899年）「時論日報」を創刊したが、まもなく廃刊。翌年「日出国(やまと)新聞」(後の「やまと新聞」)を買収して社長となり福地源一郎を主筆に迎え、株式投資や、鉱山事業を経営し、活動写真の地方巡業を後援した。また、東京宮城屋銀行の破綻を救済した。
明治41年（1908年）第10回衆議院議員総選挙に東京市選挙区から出馬し、大正元年（1912年）の第11回総選挙でも再選。立憲同志会に属した。
没年大正4年10月23日　享年50歳　法名　『大鳴院　順徳義烈居士」。時の内閣大隅首相は、特に、香華を送られ賞勲局より勲三等瑞宝章を賜った。